# دیوید گریبر
دیوید رالف گرِیبر (به انگلیسی: David Graeber)؛ (‎/ˈɡreɪbər/‎؛ ۱۲ فوریه ۱۹۶۱ – ۲ سپتامبر ۲۰۲۰) انسان‌شناس، فعال آنارشیست و نویسنده آمریکایی بود که برای کتاب‌هایش بدهی: اولین ۵۰۰۰ سال (۲۰۱۱)، اتوپیای مقررات (۲۰۱۵) و مشاغل مزخرف: یک نظریه (۲۰۱۸)، شناخته شده بود. وی استاد انسان‌شناسی در مدرسه اقتصاد لندن بود.

## کنش‌گرایی

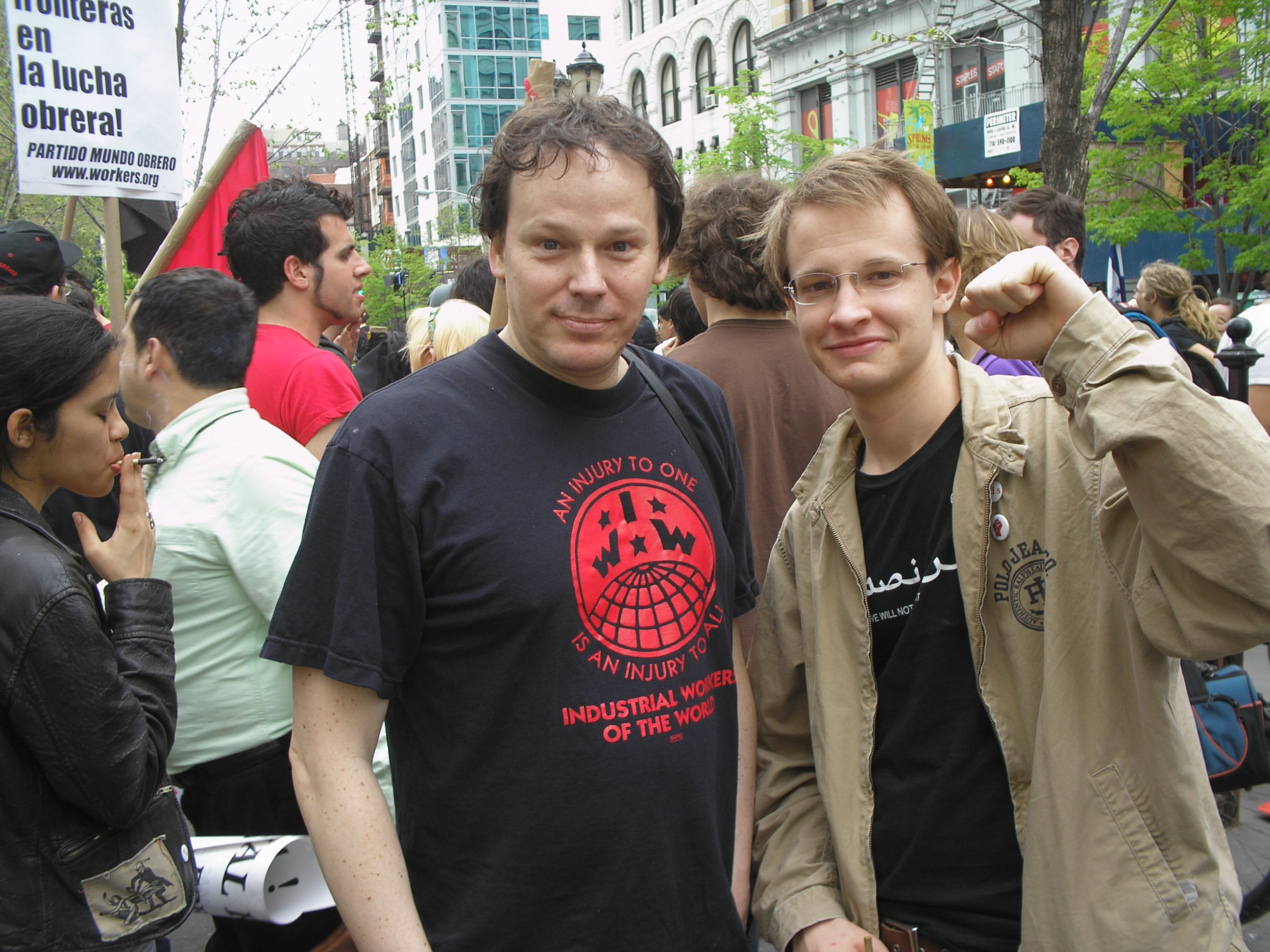
گریبر (چپ) در تجمع برای حقوق مهاجران در میدان اتحاد (نیویورک‌سیتی) در سال ۲۰۰۷

گریبر علاوه بر کار آکادمیک، به‌طور مستقیم و غیرمستقیم در کنش‌گرایی سیاسی نیز شرکت داشت. او عضو اتحادیه کارگری کارگران صنعتی جهان بود، در مجمع جهانی اقتصاد در نیویورک‌سیتی در سال ۲۰۰۲ اعتراض کرد، از ۲۰۱۰ اعتراضات دانشجویی بریتانیا حمایت کرد. و نقش کلیدی در جنبش اشغال وال استریت داشت. او یکی از بنیانگذاران همگرایی ضدسرمایه‌داری بود.